# Hapsidophrys principis
Hapsidophrys principis — вид змій родини полозових (Colubridae). Ендемік Сан-Томе і Принсіпі.

## Поширення і екологія
Hapsidophrys principis є ендеміками острова Принсіпі. Вони живуть у первинних і вторинних вологих тропічних лісах та на плантаціях, на висоті від 50 до 600 м над рівнем моря. Ведуть денний, деревний спосіб життя. Живляться геконами.